# Torre d'en Penjat
La torre de defensa costera d'En Penjat (también conocida como torre Stuart por los británicos en la época de su dominio de Menorca) es una torre de tipo Martello construida sobre la colina del Turco al lado del Fuerte de Marlborough en la cala de San Esteban. Fue construida por los ingleses en el año 1789. Es una de las pocas a las que se puede acceder y está en buen estado. Servía para proteger la entrada del puerto de Mahón. Pertenece al Ministerio de Defensa Español.
Su nombre oficial, cuando se construyó, fue Torre Stuart, ya que quien mandó hacerla fue el general Stuart, gobernador británico de Menorca en 1798. Poco después adoptó el nombre popular de El Penjat (El ahorcado en español) porque era donde estaba situada la horca donde se ajusticiaba a los condenados del castillo de San Felipe.
En el siglo XVIII, durante la primera dominación británica de Menorca, los británicos construyeron la fortaleza Marlborough en el puerto de Mahón, pero esta sufrió dos fuertes asedios que les hicieron perder temporalmente el dominio del puerto y de la isla. Así, en el año 1781, durante el segundo dominio británico, reforzaron y reestructuraron el fuerte. El jefe de ingenieros y capitán Robert d'Arcy diseñó y construyó la torre d'en Penjat y la unió al fuerte por un parapeto de piedra, así que desde aquel entonces disfrutarían del fuerte Marlbourough reestructurado, del castillo de San Felipe y también de la torre d'en Penjat como polos fortificados del puerto.

## Arquitectura
Se trata de una torre de tipo Martello, muy repetida por los ingleses. Tenía la finalidad de defender la artillería de costa que se situaba en la terraza superior. Esta torre tenía dos plantas y una terraza superior.
Sus dimensiones permitía alojar una pequeña guarnición con comestibles para resistir un asedio de unos diez días.
La planta baja a nivel del suelo se dividía en diferentes estancias: un recambio de pólvora, un almaceé de comestibles, un recambio de armas i un aljibe enterrado.
En la primera planta, la principal, había el acceso desde el exterior y se dividía en dos alojamientos: uno para el oficial y el otro para la tropa. Desde este nivel se accedía mediante una escalera de caracol a la terraza situada cerca de la puerta principal. En el extremo opuesto había una escalera que comunicaba la planta principal con la planta baja.
La terraza superior era la plataforma de artillería y desde donde se defendía la torre.
Por la parte de tierra, la torre estaba protegida por un foso y por dos muros que se prolongaban hacia el mar. El muro que partía hacia el norte llegaba hasta el fuerte de Marlborough. 
Años más tarde de su construcción, la torre sufrió modificaciones como un acceso por la planta baja, un local en el foso y un observatorio en la terraza.
La Torre pasó de ser un lugar donde situar la artillería a un espacio desde donde vigilar la costa.

## Restauración
La torre d'en Penjat fue restaurada en el año 1989: se limpió el foso, se hizo el derribo del edificio adosado a la torre y se cerró el acceso de la planta baja para habilitar el acceso original por la primera planta. Se colocó una escalera de hierro y una puerta nueva en esta entrada.
En la terraza superior se deshizo una cámara para alojar artillería construida en 1947.
Con estas modificaciones, la torre quedó con su diseño original según el plano de 1798.